# デラウェア州憲法 (1776年)
1776年のデラウェア州憲法（デラウェアしゅうけんぽう、英語: Delaware Constitution）は、かつて存在したデラウェア州の憲法である。

## 概要
最初の統治文書であり、1776年9月に採択された憲法である。この憲法は1792年の新憲法に差し替えられるまで有効であった。